# Ranilug
Ranilug (en serbocroata: Ranilug / Ранилуг) o Ranillug (en albanés: Ranillug) es un pueblo, centro del municipio homónimo, del distrito de Gnjilane de Kosovo. Ranilug es uno de los enclaves serbios en Kosovo y estaría incluido en la Comunidad de Municipios Serbios. 

## Geografía
Ranilug se encuentra en la margen derecha del río Binačka Morava, a 15 km al sur de Kamenica. 

## Historia
Durante un tiempo, en el siglo XII, la región perteneció al imperio del príncipe serbio Esteban Nemanja. Desde principios del siglo XIII, la zona alrededor de Ranilug perteneció permanentemente al estado serbio de los Nemanjić. Después del colapso del Imperio serbio, varios príncipes o subpríncipes serbios gobernaron la región, incluido Uglješa, que gobernó a principios del siglo XV bajo la soberanía de Esteban Lazarević. Después de la muerte de Uglješa, la región quedó bajo el gobierno directo del sucesor de Lazarević, Đurađ Branković. 
La región fue conquistada por los otomanos a mediados del siglo XV. Pertenece a los antiguos asentamientos serbios que fueron desplazados y posteriormente reconstruidos, ya que los antepasados de la población actual emigraron en 1770 y posteriormente.
En 1912, Ranilug volvió a pertenecer a Serbia, que más tarde fue república constituyente de Yugoslavia hasta 2003. 
Forma parte de la República de Kosovo desde 2008, aunque éste es un estado parcialmente reconocido.
Hasta 2010, Ranilug formaba parte del municipio de Kamenica. El 5 de enero de 2010 se celebró la sesión de la asamblea municipal constitutiva y Ranilug pasó a ser el municipio de nueva creación. Aunque el nuevo municipio está habitado principalmente por serbios, esta medida no fue reconocida por el gobierno de Serbia, que no reconoce a la República de Kosovo, y por tanto sus cambios administrativos.
Después del tratado de Bruselas de 2013 entre los gobiernos de Kosovo y Serbia, se acordó crear una Comunidad de Municipios Serbios, que operaría dentro del marco legal de Kosovo. Parte del acuerdo relativo a la creación de la Comunidad de Municipios Serbios fue considerado inconstitucional por el Tribunal Constitucional de Kosovo y desde entonces el acuerdo ha estado bloqueado.

## Estatus administrativo

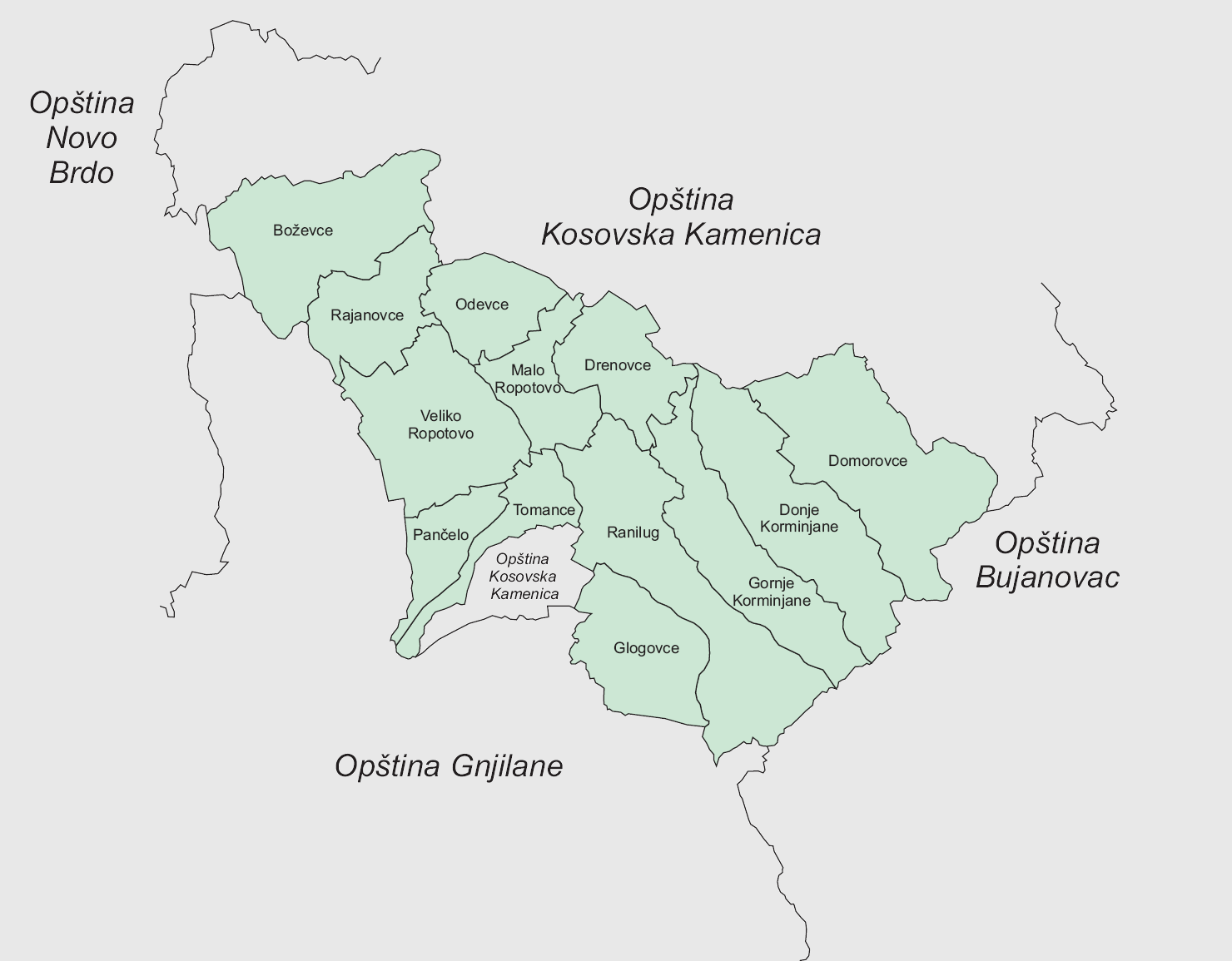
División administrativa de Ranilug

El municipio de Ranilug comprende 12 pueblos: Bozevce, Domorovce, Donje Korminjane, Drenovce, Glogovce, Gornje Korminjane, Malo Ropotovo, Odevce, Pančelo, Rajanovce, Tomance y Veliko Ropotovo. Según el tratado de Bruselas de 2013, pasaría a formar parte de la Comunidad de Municipios Serbios, pero el acuerdo fue considerado inconstitucional y nunca se implementó.

## Demografía
La evolución demográfica del municipio de Ranilug entre 2011 y 2015 fue la siguiente:
| 3900                                                | 5800 |
| (Fuente: Population of Kosovo since Yugoslav times) |      |

Según la estimación de 2015, que tiene en cuenta a los desplazados internos, los serbios representaban el 98,59% de la población (5718 personas) y los albaneses, el 1,41% (82 personas).Los albaneses residen principalmente en Veliko Ropotovo (21,8% de la población local) y Donje Korminjane.
En cuanto a la población del pueblo de Ranilug en sí, la evolución demográfica es la siguiente:
| 975                                                 | 1062 | 1145 | 973 | 977 | 894 | 844 |
| (Fuente: Population of Kosovo since Yugoslav times) |      |      |     |     |     |     |

## Economía
La economía de Ranilug se basa principalmente en las pequeñas empresas, la producción láctea y la agricultura.

## Infraestructura

### Educación
El sistema educativo del municipio consta de una guardería, dos escuelas primarias y dos secundarias.En 2004 se abrió en Ranilug una sucursal de la Facultad de Filosofía de Kosovo.

### Sanidad
En el municipio funcionan un centro de salud municipal y ocho casas de salud.

### Seguridad
En 2011 se inauguró una nueva comisaría, con 22 agentes de policía.